# Saison 1995-1996 de l'Olympique lyonnais
Maillots
Chronologie
Saison précédente Saison suivante
La saison 1995-1996 de l'Olympique lyonnais est la quarante-sixième de l'histoire du club.

## Résumé de la saison
Jean Tigana decide de quitter l'ol et Aulas et recrute un nouvel entraîneur.

## Effectif professionnel
Gardiens :
- Pascal Olmeta :  France
- Christophe Breton :  France

 Défenseurs :
- Florent Laville :  France
- Ghislain Anselmini :  France
- Jean-Luc Sassus :  France
- Marcelo :  Brésil
- Christophe Deguerville :  France
- Frédéric Patouillard :  France
- Jean-Christophe Devaux :  France
- Jean-Marc Moulin :  France

 Milieux :
- Ludovic Giuly :  France
- Jacek Bąk :  Pologne
- Franck Gava :  France
- Laurent Casanova :  France
- Sylvain Deplace :  France
- Éric Roy :  France
- Stéphane Roche :  France
- Pierre Chavrondier :  France
- Claude-Arnaud Rivenet :  France

 Attaquants :
- Cédric Bardon :  France
- Frédéric Fouret :  France
- Florian Maurice :  France
- Samassi Abou :  France/ Côte d'Ivoire
- Éric Assadourian :  France/ Arménie

## Détail des matchs

### Championnat de France
1. le 19 juillet : Cannes 3 - 0 Lyon : Bedrossian   66e ; Horlaville   70e ; Kozniku   85e
2. le 26 juillet : Lyon 3 - 2 Montpellier : Assadourian   34e ; Maurice   62e ; Gava   85e / Sanchez   43e,   60e
3. le 5 août : Le Havre 2 - 1 Lyon : Daury   22e ; Caveglia   41e / Fichaux   48e (pen.)
4. le 19 août : Lens 2 - 2 Lyon : Tiehi   28e ; Camara   60e / Maurice   9e;   90e
5. le 26 août : Rennes 1 - 0 Lyon : Grassi   30e
6. le 29 août : Lyon 1 - 1 Metz : Maurice   14e / Pouget   47e
7. le 1er septembre : Lyon 1 - 1 Strasbourg : Maurice   13e / Mostovoï   42e
8. le 9 septembre : Martigues 1 - 2 Lyon : Sylla   41e / Maurice   1re,   41e
9. le 16 septembre : Lyon 0 - 1 Auxerre : Diomède   6e
10. le 22 septembre : Nice 1 - 0 Lyon : Ipoua   69e (classement : 19e)
11. le 30 septembre : Lyon 2 - 1 Saint-Étienne : Assadourian   10e ; Maurice   14e / Sandjak   70e
12. le 4 octobre : Bordeaux 1 - 1 Lyon : Dogon   16e / Chavrondier   72e
13. le 14 octobre :  Lyon 0 - 0 Paris SG
14. le 21 octobre : Nantes 0 - 0 Lyon
15. le 25 octobre : Lyon 1 - 1 Bastia : Roy   61e / Drobnjak   54e
16. le 4 novembre : Guingamp 1 - 0 Lyon : Rouxel   61e
17. le 8 novembre : Lyon 0 - 0 Gueugnon
18. le 18 novembre : Monaco 0 - 2 Lyon : Patouillard   75e ; Maurice   90e
19. le 25 novembre : Lyon 1 - 1 Lille : Maurice   54e (pen.) / Boutoille   90e (classement : 15e)
20. le 1er décembre : Montpellier 2 - 1 Lyon : Lefèvre   53e ; Sanchez   55e / Chavrondier   83e
21. le 9 décembre : Lyon 3 - 2 Le Havre : Pascual   10e (csc) ; Roy   31e ; Roche   43e / Bertin   13e ; Caveglia   62e
22. le 16 décembre : Strasbourg 2 - 2 Lyon : Mostovoï   20e ; Gohel   64e / Roche   20e ; Maurice   86e
23. le 10 janvier : Lyon 0 - 0 Lens
24. le 20 janvier : Lyon 2 - 2 Rennes : Giuly   33e,   58e / Anselmini   22e (csc) ; André   30e
25. le 7 février : Lyon 5 - 1 Martigues : Maurice   9e,   54e (pen.) ; Roy   30e ; Gava   70e ; Roche   85e / ??
26. le 10 février : Auxerre 2 - 0 Lyon : Cocard   14e ; Diomède   79e
27. le 17 février : Lyon 1 - 0 Nice : Casanova   77e
28. le 27 février : Saint-Étienne 1 - 1 Lyon : Séchet   39e ; Ludovic Giuly   10e
29. le 1er mars : Lyon 1 - 0 Bordeaux : Maurice   10e
30. le 5 mars : Metz 0 - 1 Lyon ; Maurice   49e (classement : 11e)
31. le 10 mars : Paris SG 2 - 0 Lyon : Loko   41e ; Ngotty   77e
32. le 23 mars : Lyon 1 - 1 Nantes : Maurice   34e / Peyrelade   85e
33. le 30 mars : Bastia 0 - 0 Lyon
34. le 10 avril : Lyon 1 - 1 Guingamp : Maurice   19e / Gravelaine   75e (pen.)
35. le 20 avril : Gueugnon 0 - 0 Lyon
36. le 27 avril : Lyon 3 - 3 Monaco : Maurice   20e ; Giuly   32e ; Fouret   41e / Benarbia   13e ; Anderson   39e ; Scifo   82e (pen.)
37. le 11 mai : Lille 2 - 1 Lyon : Sibierski   45e ; Simba   49e / Maurice   18e
38. le 18 mai : Lyon 1 - 0 Cannes : Bardon   83e (classement : 11e)

### Coupe de France
32e de finale : 
- le 13 janvier : Lyon 0 - 1 Auxerre : Christophe Cocard   32e

### Coupe de la Ligue
16e de finale : 
- le 13 décembre : Angers 0 - 3 Lyon : Ludovic Giuly   26e,   78e ; Stéphane Roche   57e

 8e de finale : 
- le 6 janvier : Lyon 3 - 1 Amiens : Éric Roy   44e,   78e (pen.) ; Florian Maurice   70e / Pickeu   87e

 Quarts de finale : 
- le 30 janvier : Lyon 1 - 0 Monaco : Florian Maurice   77e

 Demi-finale : 
- le 13 février : Lyon 1 - 0 Cannes : Ludovic Giuly   26e

| Finale 6 avril 1996                                                                                       | Metz                                     | 0–0                                                                                      | Lyon                                      | 17:00 - Parc des Princes, Paris             |                                             |
| | Rigobert Song 2e · Jocelyn Blanchard 77e |                                                                                          | 30e Florent Laville · 45e Florian Maurice | Spectateurs : 42 368 Arbitrage : Marc Batta | Spectateurs : 42 368 Arbitrage : Marc Batta |
| | Rapport                                  |                                                                                          |                                           | Spectateurs : 42 368 Arbitrage : Marc Batta | Spectateurs : 42 368 Arbitrage : Marc Batta |
| Sylvain Kastendeuch · Philippe Gaillot · Magalhaes Isaias · Robert Pirès · Stéphane Adam · Cyrille Pouget | Tirs au but 5–4 Vidéo                    | Stéphane Roche · Éric Assadourian · Florian Maurice · Éric Roy · Pascal Olmeta · Marcelo |                                           | Spectateurs : 42 368 Arbitrage : Marc Batta | Spectateurs : 42 368 Arbitrage : Marc Batta |

L'OL perd la finale après la séance de tirs au but.
L'équipe ayant participé à cette finale :

### Coupe de l'UEFA
32e de finale : 
 Match aller : 
- le 13 septembre : Farense 0 - 1 Lyon : Ludovic Giuly   6e

 Match retour : 
- le 24 septembre : Lyon 1 - 0 Farense : Jean-Luc Sassus   47e

 16e de finale 
 Match aller : 
- le 17 octobre : Lyon 2 - 1 Lazio de Rome : Jean-Christophe Devaux   15e ; Sylvain Deplace   64e / Aaron Winter   22e

 Match retour : 
- le 31 octobre : Lazio de Rome 0 - 2 Lyon : Florian Maurice   22e ; Éric Assadourian   59e

 8e de finale 
 Match aller : 
- le 21 novembre : Nottingham Forest 1 - 0 Lyon : Mac Gregor   81e

 Match retour : 
- le 5 décembre : Lyon 0 - 0 Nottingham Forest

L'Olympique lyonnais est éliminé sur un score cumulé de 1 but à 0.